# Louis-Simon Martineau
Pour les articles homonymes, voir Martineau.
Louis-Simon Martineau (27 octobre 1733 à Villeneuve-sur-Yonne - 13 octobre 1799 à Villeneuve-sur-Yonne) est un homme politique français. 

## Biographie
Fils d'un tonnelier de Villeneuve-sur-Yonne, il devient avocat et il est élu député de Paris aux États généraux de 1789.
Défenseur du jansénisme, il est choisi comme rapporteur du comité ecclésiastique de l'Assemblée nationale constituante présidée par Jean-Baptiste Treilhard. Son rapport est présenté le 17 décembre 1789 à l'Assemblée et aboutit au vote de la Constitution civile du clergé le 12 juillet 1790.
Il eut sept enfants de son mariage avec Marie-Edmée Chayer. Une de ses petites-filles, Eugénie Martineau (1799-1878), épouse de Sébastien Gallimard (1794-1873), est l'ancêtre directe de Gaston Gallimard (1881-1975), l'éditeur.

## Sources
- Edna Hindie Lemay, Christine Favre-Lejeune, Alison Patrick, Dictionnaire des constituants: 1789-1791, 1991, t. 1, p. 323-325 et t. 2, p. 657-658.
- « Louis-Simon Martineau », dans Adolphe Robert et Gaston Cougny, Dictionnaire des parlementaires français, Edgar Bourloton, 1889-1891 [détail de l’édition]